# Yves Cannac
Yves Cannac, né le 23 mars 1935 à Chartres (Eure-et-Loir), est un haut fonctionnaire français.

## Biographie

### Jeunesse et études
Après avoir intégré l'École normale supérieure de la rue d'Ulm, il est reçu à l'agrégation d'histoire au rang de major en 1959. De 1963 à 1965, il est élève de l'École nationale d'administration dans la promotion Stendhal, et en sort major.

### Parcours professionnel
Il intègre le Conseil d'État à la sortie de l'ENA.
Il est marqué par la pensée de Raymond Aron.[réf. nécessaire]
Chargé de mission en 1968 au Commissariat général au Plan, il rejoint l'année suivante le cabinet de Jacques Chaban-Delmas, Premier ministre. Il participe à la rédaction du discours de Chaban-Delmas sur la Nouvelle société. En 1973, il est nommé directeur de cabinet adjoint de Valéry Giscard d'Estaing, ministre de l'Économie et des Finances, puis secrétaire général adjoint de l'Élysée en 1974. Il se brouille avec le président en 1978 à propos de Démocratie française, un essai politique connaissant un grand succès, dont le président fut l'auteur attitré, mais Yves Cannac le nègre non crédité. Alain Lamassoure le remplace comme conseiller.
Il est président du comité éditorial de Sociétal, revue trimestrielle d'analyse économique et sociale publiée à Paris par l'Institut de l'entreprise. Il est maître des requêtes honoraire au Conseil d'État, ancien président de la Cegos et membre du Conseil économique et social. Il a rédigé en 2003 le rapport sur « La qualité des services publics », remis au premier ministre de l'époque, Dominique de Villepin. Il fut le fondateur en 2006 du Cercle de la réforme de l'État.

## Fonctions occupées
- Président du groupe Havas.
- Membre du conseil d'administration des Assurances générales de France.
- Président de l'Institut de l'entreprise (1990-1992)

## Ouvrages
- 1983, Le Juste Pouvoir : essai sur les deux chemins de la démocratie, JC Lattès
- 1993, Pour un État moderne, Plon
- 2003, La Qualité des services publics, La documentation française